# منتخب سويسرا للباندي للسيدات
منتخب سويسرا للباندي للسيدات هو ممثل سويسرا الرسمي في المنافسات الدولية في الباندي للسيدات .